# Falsatimura grisescens
Falsatimura grisescens är en skalbaggsart som beskrevs av Maurice Pic 1926. Falsatimura grisescens ingår i släktet Falsatimura och familjen långhorningar. Inga underarter finns listade i Catalogue of Life.